# Storbeck-Frankendorf
Storbeck-Frankendorf là một đô thị thuộc huyện Ostprignitz-Ruppin, bang Brandenburg, Đức. Đô thị Storbeck-Frankendorf có diện tích 42,23 km², dân số thời điểm 31 tháng 12 năm 2006 là 541 người.